# セント・クロイ島

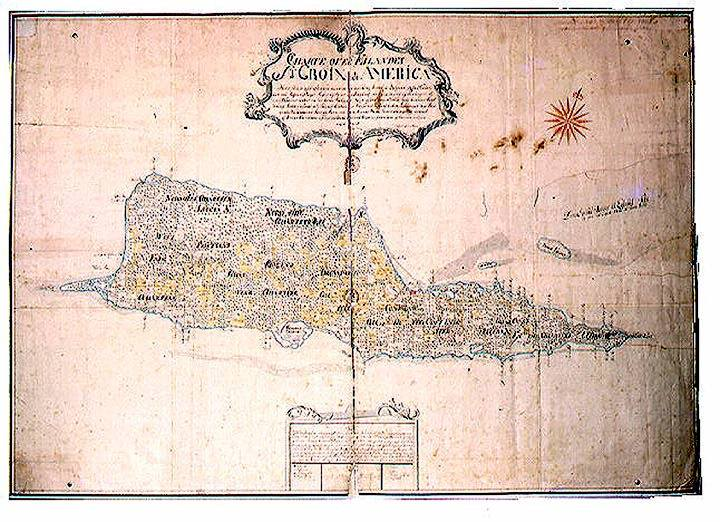
1750年に描かれたセント・クロイ島

セント・クロイ島（Saint Croix）とは、カリブ海のアメリカ領ヴァージン諸島にある島である。ヴァージン諸島の中では最も大きく、最も南側にある島。島の最高峰であるイーグル山（355m）があるが、セント・トーマス島やセント・ジョン島と違い、起伏は少ない。
島の面積は214km2、人口は約50,000人。中心地はクリスチャンステッド。
1493年にクリストファー・コロンブスにより発見され、サンタ・クールスと名付けて島に上陸した。1625年にイングランドとフランスからの入植者が島にやって来たが、1733年にフランスがデンマークに売り払い、デンマーク植民地となった。1917年アメリカがセント・トーマス島とセント・ジョン島とともに島を買収しアメリカ領となった。
島にはデンマークの植民地時代の建造物が数多く残っており、中心地のクリスチャンステッドと、もうひとつの町フレデリックステッドなどに見られる。18世紀の要塞やラム酒の工場、サトウキビ農場などの跡地もある。
セント・クロイ島では失業率が高く、セント・トーマス島とセント・ジョン島よりも経済格差が広がっているため、独自のアメリカ自治領を望む声が近年あり、2005年2月、セント・クロイ島は、セント・トーマス島およびセント・ジョン島の両島からセント・クロイ島をアメリカ領ヴァージン諸島の行政区から切り離すよう求める島民約7,000人分の署名を集め、アメリカ議会に捉出した。

## セント・クロイ島出身の有名人
- メルヴィン・エヴァンス - アメリカ合衆国の政治家。
- ティム・ダンカン - バスケットボール選手。